# Mesjid S.Iyu
Mesjid S.Iyu is een bestuurslaag in het regentschap Aceh Tamiang van de provincie Atjeh, Indonesië. Mesjid S.Iyu telt 1170 inwoners (volkstelling 2010).